# Thousand Foot Krutch
Thousand Foot Krutch (TFK) je kanadská křesťanská skupina kombinující širokou škálu hudebních stylů. Kapela se skládá ze zpěváka Trevora McNevana, basáka Joela Bruyera a bubeníka Steva Augustina. Thousand Foot Krutch vydala již šest studiových alb (CD That's What People Do nemělo hudebního vydavatele): Set It Off (2001), Phenomenon (2003), The Art of Breaking (2005), The Flame In All of Us (2007), a Welcome to the Masquerade (2009). Zpěvák Trevor McNevan a bubeník Steve Augustin jsou také zakládající členové projektu FM Static.

## Historie kapely

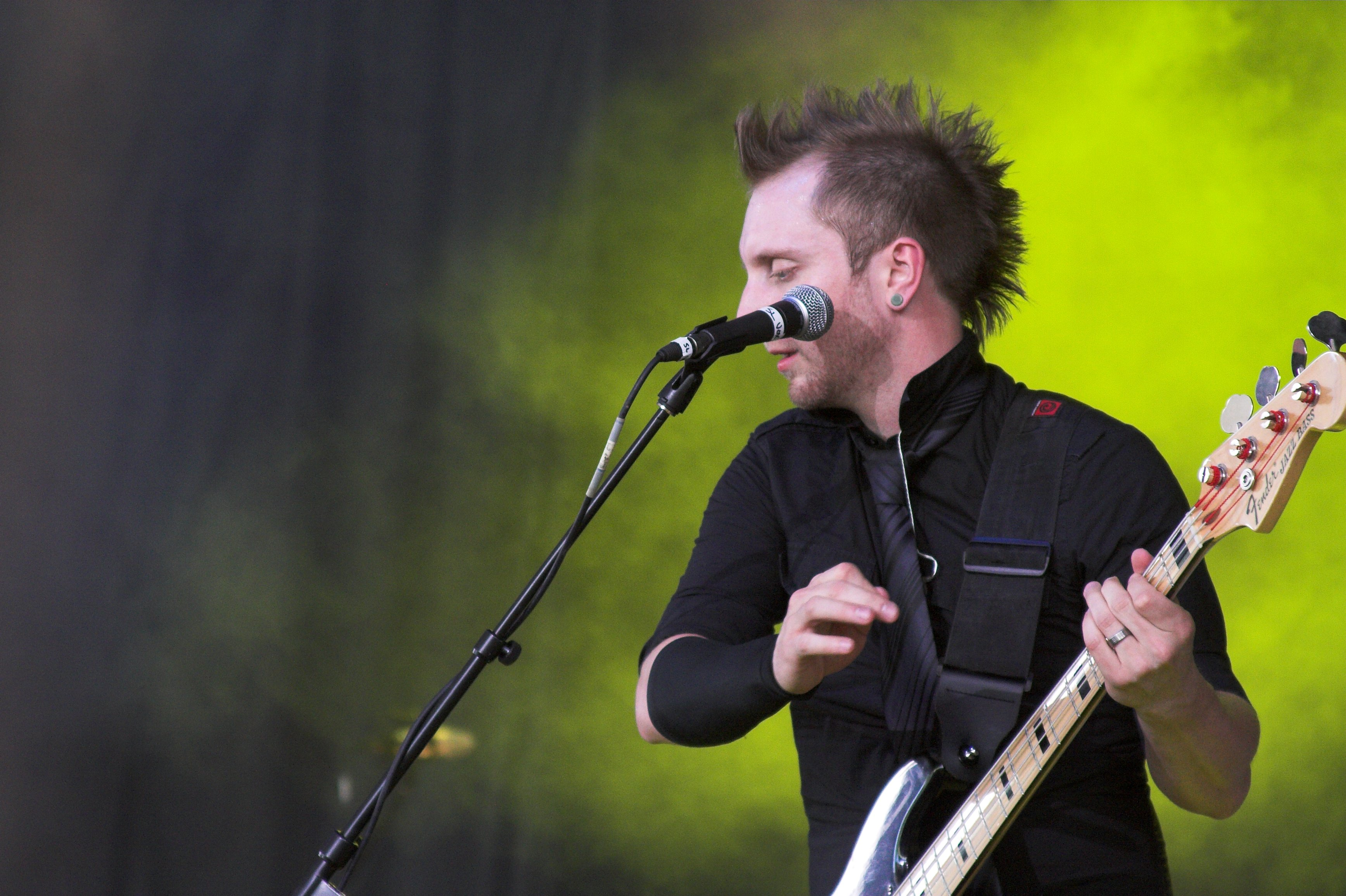
Basák Joel Bruyere

Album That's What People Do spatřilo světlo světa roku 1997, přičemž CD je tzv. nezávislé (neboli nemá hudebního vydavatele). Prodalo se 5000 kusů nahrávek, TFK se tedy nestali nijak slavní, ovšem některé jejich písně hrála místní (kanadská) rádia. Na That's What People Do je slyšet převážně rap rock a rap metal.
Roku 2001 vydala kapela desku Set it Off, která již měla vydavatele. Hudba je podobná That's What People Do, ovšem prosazují se zde vlivy nu metalu a punku. Set it Off se prodalo 85 000 kusů a singl „Puppet“ má i své oficiální video. Díky úspěchu CD skupina vyrazila na turné s několika skupinami, např. Sum 41 a Finger Eleven.
Phenomenon je název třetího studiového alba skupiny, prodej byl zahájen 30. září 2003. Kapela na tomto CD změnila svůj styl z rap metalu ovlivněného punkem na nu metal s moderně znějícím metalovým/rockovým zvukem. Deska se umístila na osmnáctém místě Billboard Top Heatseekers (hitparáda pro nově se prosazující interprety). Singl „Rawkfist“ se prosadil v Billboard Hot Mainstream Rock Tracks na šestnáctém místě. Phenomenon má na svém účtě už více než 200 000 prodaných kusů.
19. července 2005 se do prodeje dostala v pořadí již čtvrtá studiová deska s názvem The Art of Breaking. Toto album se liší od svých předchůdců naprosto jiným stylem hudby, nu metal zde nahrazuje hard rock s krátkými kytarovými sóly (znak heavy metalu). Ačkoliv někteří fanoušci reptali kvůli měnícímu se stylu, většina přijala The Art of Breaking velice vřele. CD je také úplně první nahrávkou TFK, která se umístila v Billboard 200 (67. místo). Z alba se prosadily tři singly a to „Absolute“ (třicáté čtvrté místo v Hot Mainstream Rock Tracks), „Move“ (šestnácté místo v Hot Mainstream Rock Tracks a má své oficiální video) a „Breathe You In“ (dobře se umisťující v hitparádách s křesťanskou hudbou). Skupina vyrazila na velké turné se známými skupinami typu Korn, Paramore, Relient K Yeah Yeah Yeahs a Hawthorne Heights.
Po mnoha turné a koncertech vydala 18. září 2007 kapela album The Flame in All of Us. Deska si zachovává podobný zvuk jako The Art of Breaking, ovšem s hard rockem začala skupina hrát alternative metal. CD si v hitparádách opět polepšilo, v Billboard 200 zaujímalo 58. místo. Z The Flame in All of Us pochází více singlů, ovšem nejvýrazněji se prosadil singl s názvem „Falls Apart“(má oficiální video). TFK opět hojně koncertovali, entokrát např. s P.O.D., Skillet či Kutless.
Další album od Thousand Foot Krutch nese název Welcome to the Masquerade a začalo se prodávat 8. září 2009. Deska měla kladné ohlasy od kritiků a v Billboard 200 okupovala 35. místo, což bylo zatím nejlepší umístění, které TFK CD dostalo. Styl hudby se od poslední nahrávky neměnil a ze tří singlů pocházejících z Welcome to the Masquerade se nejvíce hrála v rádiích píseň „Fire It Up“. V rámci propagace tohoto alba TFK podnikali velká turné a pódia sdíleli s interprety 30 Seconds to Mars, Flyleaf nebo Jars of Clay.
Sedmé album The End Is Where We Begin spatřilo světlo světa začátkem roku 2012. O rok později kapela vydala kolekci ze svých předchozích alb s názvem Made in Canada: The 1998-2010 Collection spolu s novými singly „Searchlight“ a „Complicate You“. V půlce roku 2014 kapela vydala zcela nové album Oxygen: Inhale. Píseň „Born This Way“ téměř okamžitě zaujala přední pozici mezi nejprodávanějšími singly kapely na iTunes. Na přelomu let 2012–2013 kapela vydala ještě dvě EP alba s názvem Metamorphosiz: The End Remixes (Vol. 1 a Vol. 2) obsahující remixy písní z alba The End Is Where We Begin.

## Hudební styl
Hudební styl skupiny se během let hodně změnil. Od rap metalu, punku, alternative rocku a nu metalu na jejich prvních albech až k alternative metalu a hard rocku na jejich posledních deskách. Kritici označují styl skupiny jako hard rock/alternative metal kombinovaný elektronickými prvky s heavy metalovými kytarovými sóly. Mezi styly, které Thousand Foot Krutch více či méně využívají, patří rap rock, rap metal, rapcore, nu metal, pop punk, punk rock, alternative metal, alternative rock, hard rock, heavy metal a post-grunge.
K mnoha skupinám, které ovlivnily TFK, se řadí Aerosmith, Led Zeppelin, P.O.D., Pearl Jam, Soundgarden, Creed, Our Lady Peace, Finger Eleven a KoRn.

## Diskografie
- That's What People Do (1997)
- Set It Off (2001)
- Phenomenon (2003)
- The Art of Breaking (2005)
- The Flame in All of Us (2007)
- Welcome to the Masquerade (2009)
- The End Is Where We Begin (2012)
- Made In Canada: The 1998–2010 Collection (2013)
- Oxygen: Inhale (2014)
- Exhale (2016)

## Členové kapely
Současní
- Trevor McNevan – zpěv, elektrická kytara (studio) (1995–současnost)
- Joel Bruyere – basová kytara, doprovodné vokály (1999–současnost)
- Steve Augustine – bicí (2000–současnost)
- Andrew Welch – elektrická kytara (2012–současnost)

Dřívější
- Dave Smith – elektrická kytara (1996–2002)
- Mike Harrison – elektrická kytara (2002–2003)
- Jamie Aplin – elektrická kytara (2003–2007)
- Nick Baumhardt – kytara (2007–2010)
- Ty Dietzler – elektrická kytara (2011–2012)
- Tim Baxter – kytara (1995–1998)
- Pat Pedasiuk – basová kytara (1998–1999)
- Neil Sanderson – bicí (1996–1997)
- Christian Harvey – bicí (1997–2000)
- Geoff "Johnny Orbital" Laforet – bicí (2000–2002)